# Forêt nationale de São Francisco de Paula
La forêt nationale de São Francisco de Paula (portugais : Floresta Nacional de São Francisco de Paula) est une forêt nationale brésilienne. Elle se situe dans la région Sud, dans l'État du Rio Grande do Sul.
Elle fut créée en 1968 et couvre une superficie de 1 615,59 hectares.
Elle s'étend sur le territoire de la municipalité de São Francisco de Paula.